# Cruzeiro Esporte Clube (femenino)
El Cruzeiro Esporte Clube es un club de fútbol femenino de la ciudad de Belo Horizonte, Brasil. Fue fundado el 27 de febrero de 2019 y es la sección femenina del club homónimo.
Actualmente disputa el Brasileirão Femenino, máxima categoría del fútbol femenino brasileño y juega sus partidos de local en el Estadio das Alterosas, ubicado en Belo Horizonte.
Su debut fue en la temporada 2020 de la Serie A-2 (segunda división brasileña), en el cual tras culminar en segundo lugar obtiene su ascenso a la primera división.

## Historia

### Fundación
Fue fundado 27 de febrero de 2019, luego del incentivo de la Conmebol a los equipos de competiciones internacionales, tengan en sus filas un equipo femenino. El 18 de febrero se había contratado a Bárbara Fonseca como encargada de coordinación y la formación del equipo.

### Debut

#### Primer título
En 2019 se consagró campeón invicto del Campeonato Mineiro de dicho año al derrotar en la final a America Mineiro. En el torneo consiguió 8 victorias y 1 empate.

#### Ascenso
El Cruzeiro ganó el ascenso a la primera división en su primera temporada, luego de vencer a Ceará y acceder a las semifinales de la Serie A-2. En la campaña había acabado segundo del Grupo E. Clasificando a la fase final en donde consiguieron llegar hasta la final del torneo, perdiendo el título a manos de São Paulo.

### Actualidad
Luego de su primer título, el equipo ha conseguido llegar a finales de Campeonato Mineiro en 2020, 2021 y 2022, perdiendo dichas finales. En su primera participación del Brasileirão en 2020, culminaron en 10.ª posición, siendo hasta el momento su mejor campaña.

## Estadio
Artículo principal en portugués: Estádio das Alterosas

### Estadio das Alterosas
El equipo disputa sus partidos de local en el Estadio das Alterosas, ubicado en Venda Nova, Belo Horizonte. Fue inaugurado en el año 2013, posee césped natural y medidas de 105x68 metros. Tiene capacidad para 2.000 espectadores.
Fue originalmente construido como campo de entrenamiento oficial para la Copa Confederaciones 2013, se le dio este uso también en la Copa Mundial 2014 y los Juegos Olímpicos de Río de Janeiro 2016.
En la actualidad es usado por Cruzeiro, Atlético Mineiro y América Mineiro para partidos de fútbol amistosos, juveniles y femeninos.

## Entrenadores(as)
- Felipe Freitas (febrero de 2022–julio de 2023)[18]
- Anne Barros (interino- julio de 2023–2023)[18]
- Jonas Urias (septiembre de 2023–presente)[4]

## Palmarés
Torneos nacionales
| Competición nacional | Títulos | Subcampeonatos |
| -------------------- | ------- | -------------- |
| Brasileirão Femenino |         |                |

Torneos estaduales (1)
| Competición estadual     | Títulos | Subcampeonatos   |
| ------------------------ | ------- | ---------------- |
| Campeonato Mineiro (1/2) | 2019    | 2020, 2021, 2022 |